# Earth vs. the Spider (téléfilm, 2001)
Pour les articles homonymes, voir Earth vs. the Spider.
Pour plus de détails, voir Fiche technique et Distribution.
Earth vs. the Spider est un téléfilm américain réalisé par Scott Ziehl, diffusé en 2001.

## Synopsis
Quentin Kemmer est un garçon d'un naturel timide fan de comic books qui n'ose pas avouer ses sentiments a sa voisine, la belle Stephanie. La nuit, Quentin travail comme gardien dans un laboratoire de recherche qui étudie la résistance des araignées. Une nuit le laboratoire est cambriolé et son collègue Nick est tué dans la fusillade déclenchée par les forces de l'ordre. Frustré par son impuissance et en colère contre la police et la presse qui lui font porter le chapeau, Quentin s'injecte le produit testé sur les arachnides sans se soucier des conséquences éventuelles. Quentin devient plus fort physiquement, mais son corps subit petit a petit diverses mutations faisant de lui une araignée humaine aberrante assoiffée de sang humain.

## Fiche technique
- Titre : Earth vs. the Spider
- Réalisation : Scott Ziehl
- Scénario : Mark McCreery, Cary Solomon, Chuck Konzelman, Max Enscoe et Annie DeYoung
- Musique : David Reynolds
- Photographie : Thomas L. Callaway (en)
- Costumes : Julia Schklair
- Production : Lou Arkoff et Stan Winston
- Société de production : Creature Features Productions
- Pays d'origine : États-Unis
- Format : Couleurs - 1,78:1 - Dolby Digital - 35 mm
- Pays :  États-Unis
- Genre : Thriller, horreur et science-fiction
- Durée : 90 minutes
- Dates de sortie : 7 octobre 2001 (États-Unis), 5 février 2002 (sortie vidéo France)

## Distribution
- Dan Aykroyd (VF : Richard Leblond) : l'inspecteur Jack Grillo
- Devon Gummersall (VF : Cédric Dumond) : Quentin Kemmer
- Amelia Heinle : Stephanie Lewis
- Theresa Russell : Trixie Grillo
- Christopher Cousins : l'officier Williams
- Mario Roccuzzo : Nick Bezis
- John Cho : Han
- Randall Huber : le meurtrier
- Zia Harris : le punk
- Lloyd Lowe Jr. : Lloyd
- Michael Keenan : Willie
- Ted Rooney (en) : le coroner
- Dan Martin : le flic énorme
- Rob Hill : le flic de la supérette
- Brian J. Gilbert : le reporter
- Pedro Pascal : le jeune gothique[1]

## Autour du film
- Il s'agit d'un remake du film Earth vs. the Spider réalisé par Bert I. Gordon en 1958.
- Le personnage de Quentin Kemmer est nommé d'après Ed Kemmer, l'acteur principal de la version de 1958.

## Distinctions
- Nomination au prix du meilleur téléfilm, par l'Académie des films de science-fiction, fantastique et horreur en 2002.